# Ponthieva maculata
Ponthieva maculata är en orkidéart som beskrevs av John Lindley. Ponthieva maculata ingår i släktet Ponthieva och familjen orkidéer. Inga underarter finns listade i Catalogue of Life.

## Bildgalleri

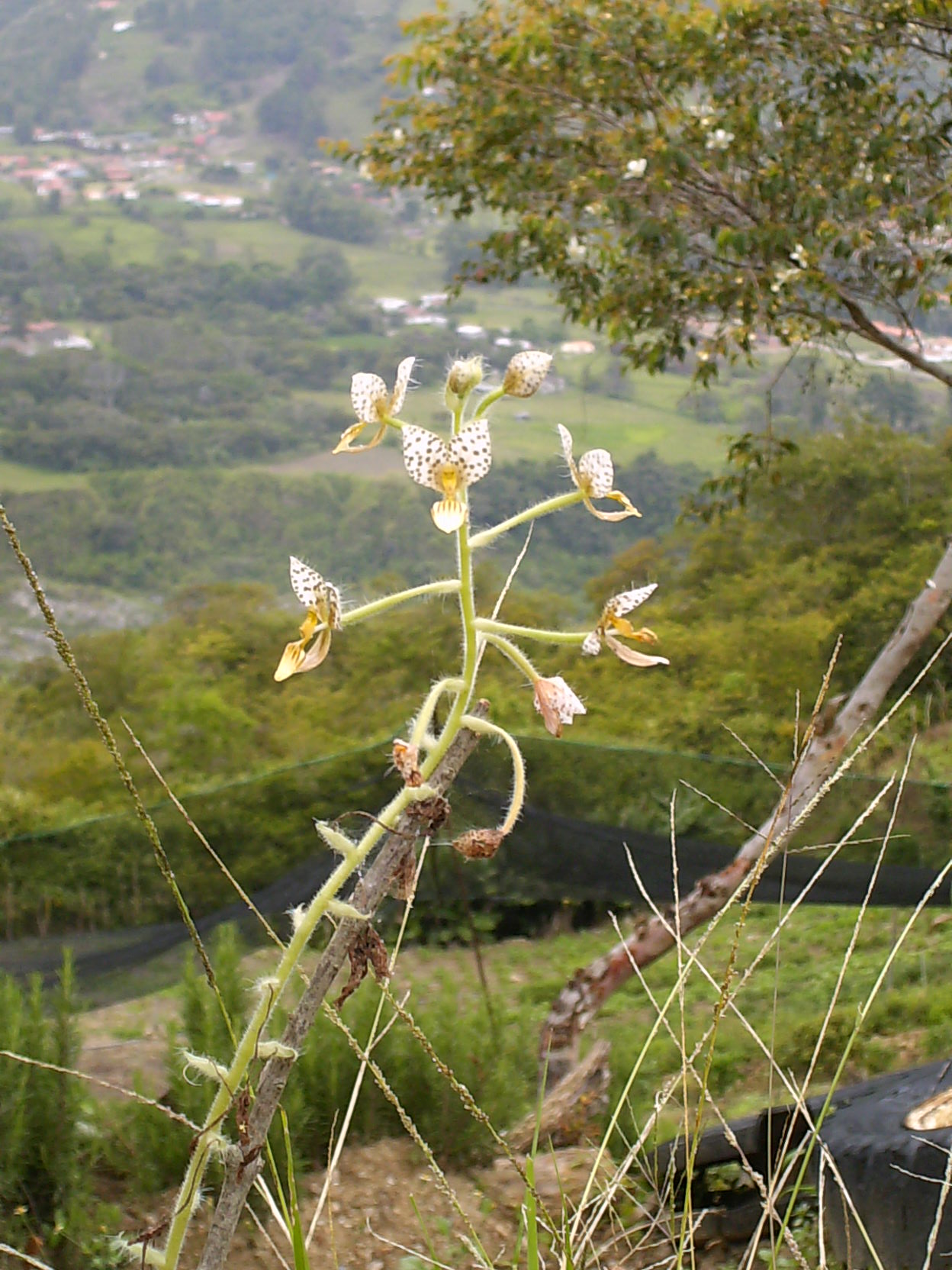
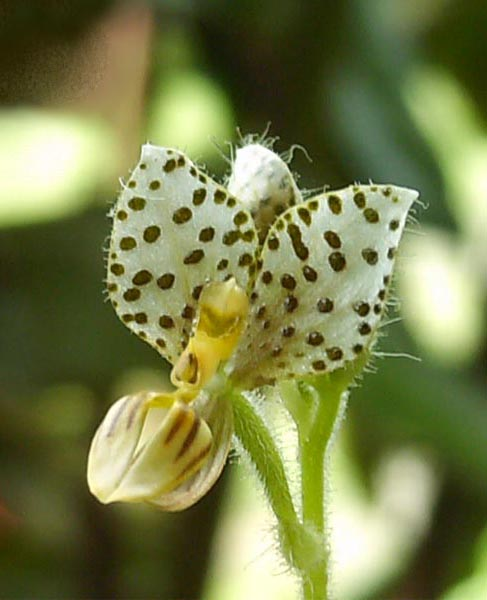